# جرج ایروینگ بل
جرج ایروینگ بل (انگلیسی: George Irving Bell؛ زاده ۴ اوت ۱۹۲۶ درگذشته ۲۸ مه ۲۰۰۰) یک فیزیک‌دان در زمینه فیزیک نظری اهل ایالات متحده آمریکا بود.